# マリア・ティーポ
マリア・ティーポ（Maria Tipo、1931年12月23日 - 2025年2月10日）は、イタリア・ナポリ出身のピアニスト・音楽教師。

## 経歴
フェルッチョ・ブゾーニ門下であった母エルシリア・カヴァッロから手解きを受けた後、アルフレード・カゼッラとグイード・アゴスティに師事。17歳でジュネーヴ国際ピアノコンクールにて受賞し、それ以後は幅広い演奏活動と積極的な録音活動に取り組んだ。
1950年に初めて渡米して300回以上の演奏会を行い、「ナポリの女ホロヴィッツ」の異名を取る。1955年にわずか4時間で録音したスカルラッティの12曲のソナタのLPレコードは、「ニューズウィーク」誌により「今年最も優れたレコード」と絶賛された。スカルラッティのソナタやJ.S.バッハの『ゴルトベルク変奏曲』の録音は、ディアパソン・ドール賞を受賞している。また、クレメンティの作品を演奏会でも録音でも取り上げている。ティーポに対する評価は、一般的な聴衆よりも専門家であるピアニスト仲間の間で高く、マルタ・アルゲリッチは、イタリア放送協会によるインタビューでティーポに触れて、彼女は「大評判である」と述べた。
力強さを備えたヴィルトゥオーゾであり、音楽評論家ピエロ・ラッタリーノは10代のティーポの演奏を「敏捷さは信じがたいほどであり、正確さでは、燃え立つようなアルゲリッチを上回っていた」と述懐し「トスカニーニ以来のイタリア人演奏家の伝統を守る一人であり、カルロ・ゼッキやミケランジェリ、ポリーニ、アッカルド、ムーティ、アバドに並び立つ音楽家である。すなわち、自分の感情を使いこなしながら聴衆に対して自分の望み通りの効果を上げることのできる巨匠なのである」と評した。
熱心な教師としても活動し、グッビオ音楽祭やフィエーゾレ音楽学校でマスタークラスを開催している。またボルツァーノ音楽院やフィレンツェ音楽院の教授を歴任した。
2025年2月10日、フィレンツェで死去。94歳没。